# Victor Cherbuliez
Victor Cherbuliez (19 de julio de 1829 en Ginebra - 2 de julio de 1899 en Combs-la-Ville) Novelista y dramaturgo nacido suizo, pero de una familia francesa de refugiados por lo que era considerado francés.
Entró a formar parte de la Academia francesa en 1881.

## Obras
- A propósito de un caballo (1860)
- El conde Kostia (1863)
- Paula Meré (1864)
- El príncipe Vital (1864)
- Las aventuras de Ladislao Bolski (1865)
- La novela de una mujer honrada (1865)
- Meta Holdenis (1873)
- Miss Rovel (1875)
- La gran Obra (1876)
- De inclusero a millonario (1878)
- Amores frágiles (1880)
- Negros y rojos (1881)
- La tema de Juan Tozudo
- La enamorada hipócrita
- El novio de la señorita Saint Maur